# Bharatiya Antariksha Station

Vue d'artiste de la station spatiale indienne Bharatiya Antariksha Station.

La Bharatiya Antariksha Station (en français Station spatiale indienne) couramment désignée par son acronyme BAS est la station spatiale que prévoit de développer l'Agence spatiale indienne (ISRO). La station sera composée de cinq modules d'une masse totale de 52 tonnes. Le premier module sera lancé dans l'espace en 2028 et l'assemblage devrait être achevé vers 2035 selon le planning publié en 2024. Les modules seront placés en orbite par le lanceur LMV3, ce qui limitera leur masse à 10/11 tonnes.

## Historique
Le développement d'une station spatiale par l'Inde est décidé en 2023 par le gouvernement de Narendra Modi. Les caractéristiques du projet sont affinées en 2024 et son développement est approuvé par le cabinet du premier ministre en septembre 2024 en même temps que le développement de la mission de retour d'échantillons lunaires Chandrayaan-4, la construction du lanceur lourd NGLV (Soorya) capable de placer 30 tonnes sur une orbite basse et le développement de la sonde spatiale Venus Orbiter Mission,.

## Planning
Selon le planning officiel de 2023 affiné en 2024, l'agence spatiale indienne développe le vaisseau spatial Gaganyaan, chargé de la relève des équipages, avec un premier vol sans équipage prévu en 2024. L'agence spatiale prévoit d'abord de tester en 2026-2028 des modules gonflables fixés au vaisseau spatial Gaganyaan qui fourniront aux astronautes indiens un volume habitable supérieur. L'Inde prévoit par la suite de tester des manœuvres d'amarrage entre Gaganyaan et des cibles passives. L'étape suivante sera l'assemblage de la station spatiale indienne qui devrait débuter en 2028 avec le lancement du premier module (BAS-1) par une fusée LMV3. Les trois derniers modules seront placés en orbite par une version plus puissante du lanceur baptisée LMV3-SC. L'assemblage de la station spatiale doit s'achever en 2035,.

## Caractéristiques techniques

### Configuration initiale (2023)

Maquette de la station selon la configuration de 2023 avec un vaisseau Gaganyaan amarré au fond, et le module gonflable (blanc) partiellement caché par des panneaux (radiateurs).

Faute de disposer d'un lanceur lourd capable de placer au moins 20 tonnes sur une orbite terrestre basse (analogue au lanceur chinois Longue Marche 5), la station spatiale indienne devrait avoir une masse totale d'environ 25 tonnes (pour la comparaison, la station spatiale chinoise composée de trois modules, a une masse totale de 60 tonnes). La station spatiale comprendra deux modules principaux : le module de commande et de propulsion et le module dans lequel seront logés les équipages et qui accueillera le système de support de vie. Les deux modules seront reliés par un module de type nœud comprenant quatre points d'amarrage. Un module gonflable sera fixé à un des points d'amarrage tandis que les vaisseaux spatiaux (Gaganyaan ou cargo spatial) pourront s'amarrer à un des points du nœud d'amarrage ou au port libre du module habitable. L'ISRO a prévu de développer à moyen/long terme un lanceur lourd, baptisé NGLV, capable de placer entre 20 et 30 tonnes en orbite basse. Ce lanceur qui utilisera des moteurs à ergols liquides brûlant un mélange d'oxygène liquide et de kérosène ou de méthane liquide et sera réutilisable partiellement (1er étage). Enfin le gouvernement Modi a pour objectif de déposer des astronautes indiens à la surface de la Lune vers 2040.

### Configuration définitive (septembre 2024)

Vue d'artiste de la configuration de 2024, avec deux vaisseaux Gaganyaan amarrés.

En 2024, les caractéristiques de la station spatiale évoluent. La station spatiale comporte désormais cinq modules pour une masse totale de 52 tonnes. Des panneaux solaires de type ROSA sont choisis ainsi qu'un système d'amarrage androgyne. La station spatiale circule sur une orbite caractérisée par une altitude comprise entre 400 et 450 kilomètres et une inclinaison orbitale de 51,6° identique à celle de la Station spatiale internationale et le futur Segment orbital Axiom et dans le même plan orbital que celles-ci, pour permettre à chacune des deux stations de servir de refuge pour l'équipage de l'autre station spatiale si celle-ci doit être évacuée à la suite d'une défaillance, et permettant l'accès à la station indienne par toutes les puissances spatiales.
La station forme une croix avec les modules 1, 2, 3, 4 formant les branches de celle-ci et le module 5 amarré au module 1 en le prolongeant. Les modules 3 et 4 sont amarrés au module 2. Les dimensions de l'ensemble sont de 27 x 20 mètres. L'équipage permanent est de 3 à 4 personnes mais il peut monter à 6 personnes pour des séjours courts. Outre les systèmes d'amarrage reliant les modules entre eux, les modules 2 et 5 disposent d'un port d'amarrage axial pour les vaisseaux de ravitaillement ou de relève de l'équipage et le module 5 dispose de quatre port CBM radiaux. La station dispose également de bras télécommandés et d'un sas pour les sorties extravéhiculaires. Le module 4 dispose également d'une coupole similaire à la Cupola de l'ISS, pointée vers la Terre.
| Désignation                 | Dimensions (longueur x Diamètre) | Masse     | Modules amarrés | Lanceur | Usage | Autres caractéristiques |
| --------------------------- | -------------------------------- | --------- | --------------- | ------- | ----- | --- |
| Module de base (BAS-1)      | 8 x 3,8 mètres                   | 9 186 kg  | 2 et 5          | LMV3    |       | |
| Module central (BAS-2)      | 9,25 x 3,8 mètres                | 10 033 kg | 1, 3 et 4       | LMV3    |       | |
| Laboratoire (BAS-3)         | 9,25 x 3,8 mètres                | 10 896 kg | 2               | LMV3-SC |       | Dispose d'une coupole fournissant une vue panoramique sur la Terre.                                                                             |
| Module scientifique (BAS-4) | 9,25 x 3,8 mètres                | 10 646 kg | 2               | LMV3-SC |       | |
| CBM (BAS-5)                 | 9,25 x 3,8 mètres                | 10 969 kg | 1               | LMV3-SC |       | Dispose de 4 ports CBM permettant d'amarrer un module aux normes de la Station spatiale internationale ou le vaisseau de ravitaillement Cygnus. |